# Anisodes evocata
Anisodes evocata là một loài bướm đêm trong họ Geometridae.